# Campeonato Mundial de Curling Femenino de 2026
El LXVIII Campeonato Mundial de Curling Femenino se celebrará en Calgary (Canadá) entre el 14 y el 22 de marzo de 2026 bajo la organización de la Federación Mundial de Curling (WCF) y la Federación Canadiense de Curling.
Las competiciones se realizarán en la WinSport Arena de la ciudad canadiense.